# Kosořín
Kosořín település Csehországban, az Ústí nad Orlicí-i járásban. Kosořín Choceň, Zálší, Zářecká Lhota és Svatý Jiří településekkel határos. Lakosainak száma 196 fő (2024. január 1.).

## Népesség
A település lakosságának változását az alábbi diagram mutatja:
| Lakosok száma | 170  | 178  | 178  | 130  | 123  | 145  | 159  | 169  | 171  | 196  |
|               | 1869 | 1900 | 1921 | 1961 | 1980 | 2011 | 2016 | 2019 | 2021 | 2024 |